# هانامارو هاکاتا
هانامارو هاکاتا (انگلیسی: Hanamaru Hakata؛ زادهٔ ۸ آوریل ۱۹۷۰) کمدین اهل ژاپن است.